# Szymon Askenazy

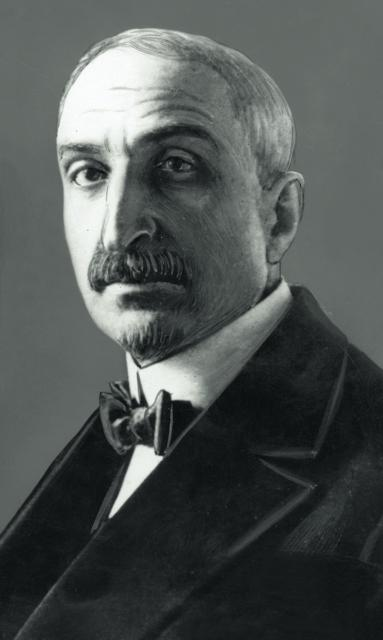
Szymon Askenazy

Szymon Askenazy (* 28. Dezember 1866 in Zawichost; † 22. Juni 1935 in Warschau) war ein polnischer Historiker, Diplomat und Politiker.
Ab 1902 war er Professor an der Universität Lemberg. 1909 wurde er in die Polnische Akademie der Wissenschaften aufgenommen. Nachdem Polen seine Unabhängigkeit wiedererlangt hatte, wurde Askenazy als erster polnischer Vertreter im Völkerbund (1920–1923) ausgewählt. Er musste wegen einer antisemitischen Kampagne zurücktreten.
In seinen Werken widmete er sich vor allem der politischen und wirtschaftlichen Geschichte Polens im 18. und 19. Jahrhundert und legte damit den Grundstein für die Lemberg-Warschau-Schule (auch als „Askenazy-Schule“ bezeichnet). Er war der erste Historiker, der die Zeit der Polnischen Teilungen als entscheidend für die Schaffung der modernen polnischen Nation ansah.
Askenazys Idee der Beschreibung der Geschichte einer Nation über die soziale und wirtschaftliche Entwicklung sowie sein internationaler und diplomatischer Hintergrund bleiben für moderne polnische Historiker bedeutend.